# Lista de reis da Acádia
Esta é uma lista de reis da Acádia, também referida como Acade ou Ágade. A Acádia foi o principal império da Mesopotâmia durante o III milênio a.C.. A área que o império abrangeu se estende do atual Iraque, Turquia oriental e norte da Síria.
| Reis da Suméria e da Acádia           |                                | |             |
| Nome                                  | Reinado                        | Notas | Referências |
| Sargão                                | 2 334/2 371 - 2 315/2 279 a.C. | Fundador do Império Acádio; anteriormente rei de Quis, também referido como Sarrum-Quim                                     |             |
| Rimus                                 | 2 315/2 278 - 2 306/2 270 a.C. | Assassinado (?) |             |
| Manistusu                             | 2 306/2 269 - 2 291/2 255 a.C. | Assassinado | [ 1 ]       |
| Narã-Sim                              | 2 291/2 254 - 2 254/2 218 a.C. | Tradicionalmente diz-se que reinou por 75 anos                                                                              |             |
| Sarcalisarri                          | 2 254/2 217 - 2 230/2 193 a.C. | | [ 2 ]       |
| interregno                            | 2 230/2 192 - 2 226/2 169 a.C. | Anarquia em seguida à invasão dos gútios. Durante esse período os principais governantes foram: Iguigui, Nanum, Emi e Elulu | [ 3 ]       |
| Dudu                                  | 2 186−2 168 a.C.               | | [ 4 ]       |
| Sudurul                               | 2 168−2 154 a.C.               | também referido como Shu-Turul/Shuturul, Shadural e Shu-Durul/Shudurul                                                      |             |
| Reis da Suméria e da Acádia em Uruque |                                | |             |
| Utuegal                               | 2 120 - 2 113 a.C.             | Deposto; omitido em algumas listagens                                                                                       |             |
| Reis da Suméria e da Acádia em Ur     |                                | |             |
| Ur-Namu                               | 2 113 - 2 096 a.C.             | Rei da Suméria e Arcádia |             |
| Sulgi                                 | 2 095 - 2 049 a.C.             | |             |
| Amar-Sim                              | 2 048 - 2 039 a.C.             | |             |
| Su-Sim                                | 2 038 - 2 030 a.C.             | |             |
| Ibi-Sim                               | 2 030 - 2 022 a.C.             | Capturado por elamitas c. 2 005 a.C.; fim desconhecido                                                                      | [ 5 ]       |
| 2 022 a.C.                            | 2 022 a.C.                     | Amoritas invadem e destroem o império                                                                                       |             |
| Reis da Suméria e da Acádia em Isim   |                                | |             |
| Isbi-Erra                             | 2 017 – 1 985 a.C.             | Contemporâneo de Ibi-Sim de Ur III                                                                                          |             |
| Su-ilisu                              | 1 984 – 1 975 a.C.             | Filho de Isbi-Erra |             |
| Idindagã                              | 1 975– 1 954 a.C.              | Filho de Su-ilisu |             |
| Ismedagã de Isim                      | 1 953 – 1 935 a.C.             | Filho de Idindagã |             |
| Lipite-Istar                          | 1 934 – 1 924 a.C.             | Contemporâneo de Gungunum de Larsa                                                                                          |             |
| Ur-Ninurta                            | 1 923– 1 896 a.C.              | Contemporâneo de Abisare de Larsa                                                                                           |             |
| Bur-Sim                               | 1 895 – 1 874 a.C.             | Filho de Ur-Ninurta |             |
| Lipite-Enlil                          | 1 873 – 1 869 a. C.            | Filho de Bur-Sim |             |
| Erra-Imiti                            | 1 868 – 1 861 a.C.             | também referido como Ura-Imiti                                                                                              |             |
| Enlil-Bani                            | 1 860 – 1 837 a.C.             | Contemporâneo de Samulael da Babilonia                                                                                      |             |
| Zambia                                | 1 836 – 1 834 a.C.             | Contemporâneo de Sim-Iquisã de Larsa                                                                                        |             |
| Iterpisa                              | 1 833 – 1 831 a.C.             | |             |
| Urducuga                              | 1 830 – 1 828 a.C.             | |             |
| Sim-Magir                             | 1 827 – 1 817 a.C.             | |             |
| Damiquilisu                           | 1 816 – 1 794 a.C.             | Filho de Sim-Magir e último rei da Acácia.                                                                                  |             |